# Andréas Voutsinás
Andréas Voutsinás est un acteur, metteur en scène de théâtre et professeur d'art dramatique grec, né le 22 août 1932 à Khartoum et mort le 8 juin 2010 à Athènes. Ses parents étaient grecs, originaires de Lixouri sur l'île de Céphalonie.

## Biographie
Andréas Voutsinás a étudié le théâtre et la conception de costumes à la Old Vic School et le théâtre et la chanson à la Webber Douglas Academy à New York.
Dès 1957, il est membre de l’Actors Studio où il travaille avec Lee Strasberg. Il a notamment mis en scène Jane Fonda dans Ça ne me regarde pas, aux États-Unis, en 1960. Il a été le répétiteur de Faye Dunaway, Warren Beatty, Anne Bancroft ainsi que de Jane Fonda. 
Il est metteur en scène à Broadway, et acteur dans les films d'Elia Kazan, de Jules Dassin.
Il s'installe en France, en 1968. En 1970, il crée l’association Théâtre des Cinquante dont il devient le directeur artistique. 
Dès lors, il partage sa vie professionnelle entre la France, où il anime des stages de formation d'acteur, et la Grèce où il réalise des mises en scène pour le Théâtre national de Thessalonique, le festival d’Athènes et le festival d’Épidaure. Il joue dans les films de Luc Besson.
Il a dirigé plus de 130 représentations du répertoire classique et contemporain à Londres, Paris, New York, le Canada et la Grèce.

## Théâtre
- 1969 : L'Assassinat de Sister George de Franck Marcus, théâtre Édouard VII
- 1970 : Massacrons Vivaldi de David Mercer, Théâtre de l'Épée de Bois
- 1971 : Électre de Jean Giraudoux, Festival de Bellac
- 1972 : Slag de David Hare, Théâtre Michel
- 1973 : L'Orchestre de Jean Anouilh, Café-théâtre des Halles, Paris
- 1974 : Body pièce de Serge Rezvani, Théâtre de Plaisance
- 1974 : Sur la piste d'Eduardo Manet, Théâtre 13
- 1974 : Les Jeux de la nuit de Frank D. Gilroy, Théâtre Fontaine
- 1974 : Femmes parallèles de François Billetdoux
- 1975 : Hôtel du Lac de François-Marie Banier, Théâtre Moderne
- 1976 : Comme avant de John Mortimer, Théâtre Fontaine
- 1976 : Huis clos de Jean-Paul Sartre, Théâtre Gérard Philipe
- 1977 : La Nuit de l'iguane de Tennessee Williams, Théâtre des Bouffes du Nord
- 1979 : À nous de jouer de Félicien Marceau, Théâtre Hébertot
- 1981 : Quelle belle vie quelle belle mort de Dorothy Parker, Théâtre Daniel Sorano, Théâtre 14
- 1982 : Hélène d’Euripide, Théâtre d'Épidaure
- 1983 : Mademoiselle Julie d’August Strindberg, Théâtre Édouard VII
- 1983 : Le Bonheur à Romorantin de Jean-Claude Brisville, Théâtre des Mathurins
- 1983 : Les Exilés de James Joyce, Théâtre Renaud-Barrault
- 1985 : Fool for love de Sam Shepard, Espace Pierre Cardin
- 1985 : Agnès de Dieu de John Pielmeier (en), Studio des Champs-Elysées
- 1986 : Reviens Jimmy Dean, reviens d'Ed Graczyk, théâtre de la Criée
- 1987 : Le Secret d'Henri Bernstein, théâtre Montparnasse
- 1988 : La Vraie Vie de Tom Stoppard, théâtre Montparnasse
- 1988 : Les Cahiers tango de Françoise Dorin, théâtre Antoine
- 1989 : La Chasse au cafard de Janusz Głowacki, théâtre des Célestins, théâtre de l'Atelier
- 1992 : Passagères de Daniel Besnehard, théâtre de la Gaîté-Montparnasse

## Filmographie

### Cinéma
- 1968 : Les Producteurs (The Producers) de Mel Brooks : Carmen Ghia
- 1968 : Histoires extraordinaires, segment Metzengerstein de Roger Vadim : deuxième invité
- 1969 : Fräulein Doktor d'Alberto Lattuada
- 1970 : Le Mystère des douze chaises (The Twelve Chairs) de Mel Brooks : Nikolai Sestrin
- 1971 : Un peu, beaucoup, passionnément... de Robert Enrico : M. Keller
- 1971 : Boulevard du rhum de Robert Enrico
- 1973 : Bel Ordure de Jean Marbœuf : Poussin
- 1975 : Lily aime-moi de Maurice Dugowson : le barbu de chez Flo
- 1975 : Monsieur Balboss de Jean Marbœuf
- 1978 : Cri de femmes de Jules Dassin : Kostas
- 1980 : Les Charlots contre Dracula de Jean-Pierre Desagnat : comte Dracula
- 1981 : La Folle Histoire du monde de Mel Brooks : Bearnaise
- 1984 : Les Voleurs de la nuit de Samuel Fuller : José
- 1987 : Les Nouveaux Tricheurs de Michaël Schock : Romanoff
- 1988 : Le Grand Bleu de Luc Besson : le pope
- 1993 : Gynaikes dilitirio de Nikos Zervos : Andreas
- 1993 : La Petite Apocalypse de Costa-Gavras : le réalisateur américain
- 1999 : Safe Sex de Thanasis Papathanasiou et Michalis Reppas : le réalisateur

### Télévision
- 1974 : Le Pain noir (feuilleton) de Serge Moati : Le colporteur
- 1977 : Solitudes de Jacques Marbeuf : Casimir
- 1978 : Sam et Sally de Nicolas Ribowski, épisode : Lili : Le présentateur
- 1979 : Madame Sourdis de Caroline Huppert : Vladimir
- 1989 : Les Grandes Familles (feuilleton) d'Édouard Molinaro : Strinberg
- 1995 : Prova nifikou (série) de Kostas Koutsomitis : Orestis Yalinis

## Distinctions
Jack Lang lui a remis, en 1986, les insignes de chevalier dans l’ordre national du Mérite, et en 1992, celles de commandeur dans l’ordre des Arts et des Lettres.